# Camillo de Lellis
Camillo de Lellis (Bucchianico, 25 maggio 1550 – Roma, 14 luglio 1614) è stato un religioso e presbitero italiano.
Fu il fondatore dell'Ordine dei Chierici Regolari Ministri degli Infermi. Nel 1746 è stato proclamato santo da papa Benedetto XIV e, insieme con san Giovanni di Dio, patrono universale dei malati, degli infermieri e degli ospedali. È, inoltre, patrono della Sanità militare e della Regione Abruzzo, insieme con san Gabriele dell'Addolorata.

## Biografia
Camillo nacque da una famiglia appartenente alla piccola aristocrazia della cittadina abruzzese di Bucchianico: alla nascita, gli venne imposto il nome della madre, Camilla Campellio originaria di Loreto Aprutino, che lo aveva partorito a quasi 60 anni di età e che morì quando Camillo aveva 13 anni; il padre, Giovanni, era un ufficiale al servizio della Spagna.
Giovane pigro e rissoso, il padre decise di avviarlo alla carriera militare. Ma, nel 1570, un'ulcera al piede lo costrinse ad abbandonare la compagnia.
Per farsi curare fu costretto a recarsi a Roma, nell'Ospedale di San Giacomo degli Incurabili, dove giunse il 7 marzo 1571. Dopo la guarigione venne assunto come inserviente presso l'ospedale, ma l'esperienza fu breve, dato che venne allontanato per la sua scarsa propensione al lavoro: era rimasto all'ospedale 131 giorni in totale.
Intanto il padre era morto (le spoglie si conservano nella chiesa di San Francesco di Sant'Elpidio a mare in provincia di Fermo). Tornò a dedicarsi alle armi, come soldato di ventura, mettendosi a servizio, prima di Venezia, poi della Spagna. Ma presto tornò a condurre una vita disordinata e segnata dal vizio del gioco con i dadi.
Iniziò a vagabondare per l'Italia, fino a quando non venne assunto dai Cappuccini del convento di Manfredonia. Questi lo mandarono per una commissione presso il vicino convento di San Giovanni Rotondo. Il 2 febbraio 1575, in ritorno a Manfredonia, nella "Valle dell'inferno" avvenne la sua conversione: decise di abbracciare la vita religiosa e di diventare un frate cappuccino, per questo fu inviato al convento di Trivento. Ma l'antica piaga al piede tornò a dargli problemi: fu così costretto a tornare a Roma per curarsi.

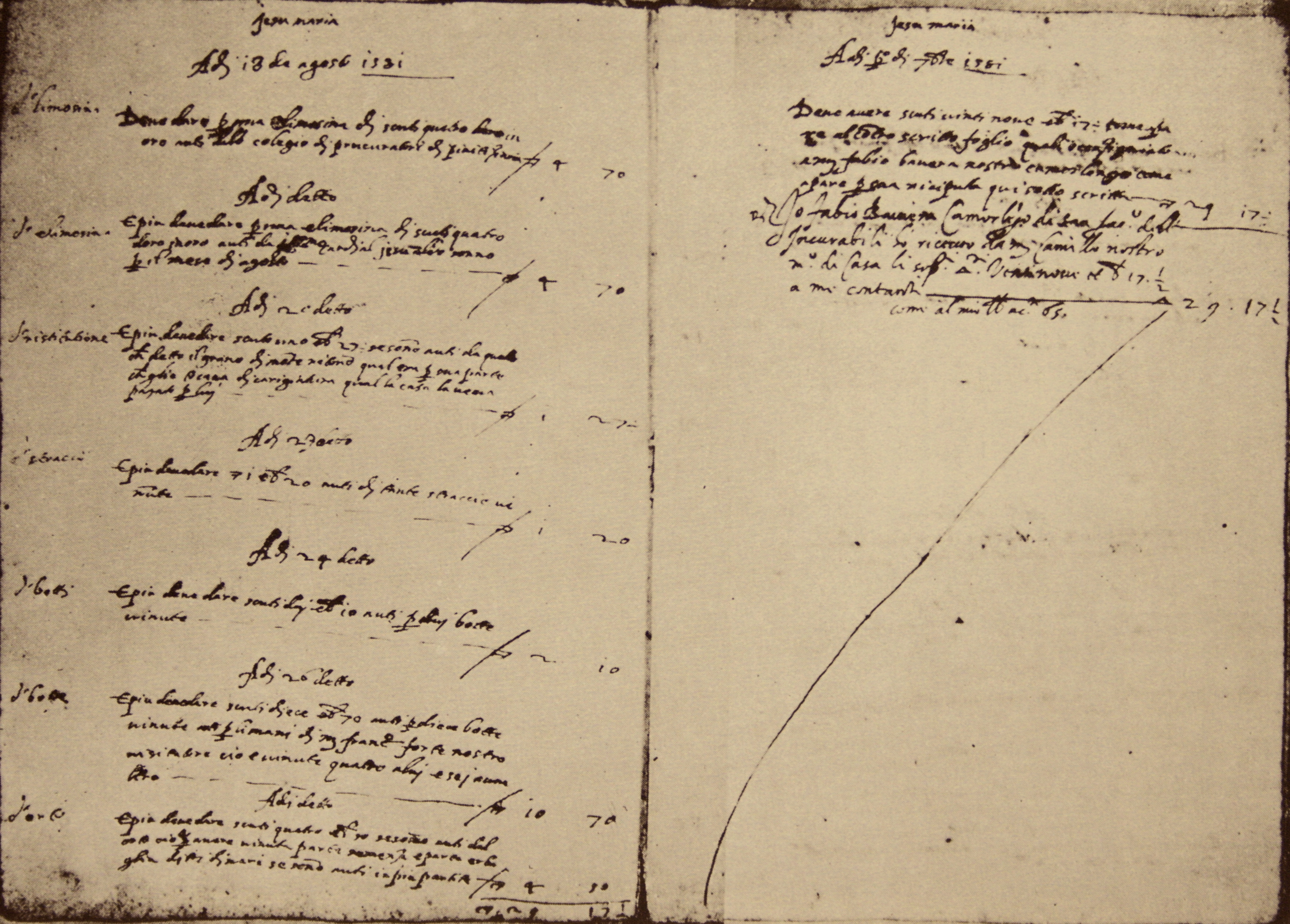
Libro del Maestro di Casa del San Giacomo degli Incurabili, scritto dalla mano di Camillo. Si riconoscono le sezioni di "Dare" e "Avere"

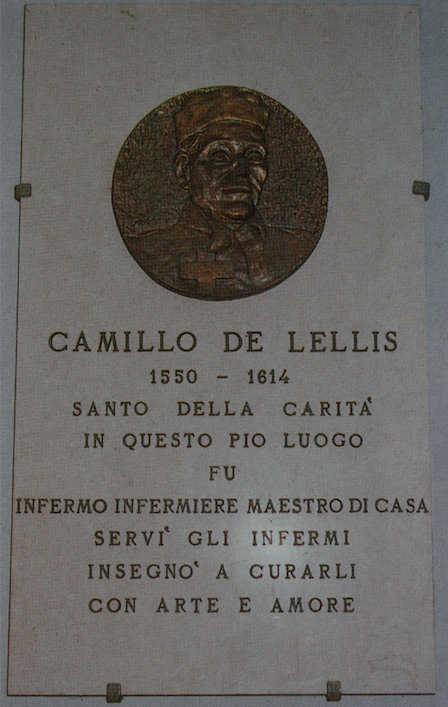
Lapide commemorativa di San Camillo nell'Ospedale di San Giacomo degli Incurabili a Roma

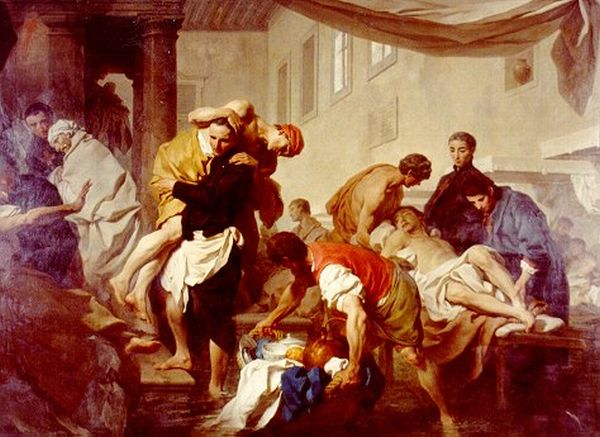
San Camillo de Lellis salva gli ammalati dell'Ospedale di San Spirito durante l'inondazione del Tevere del 1598. Autore: Pierre Hubert Subleyras

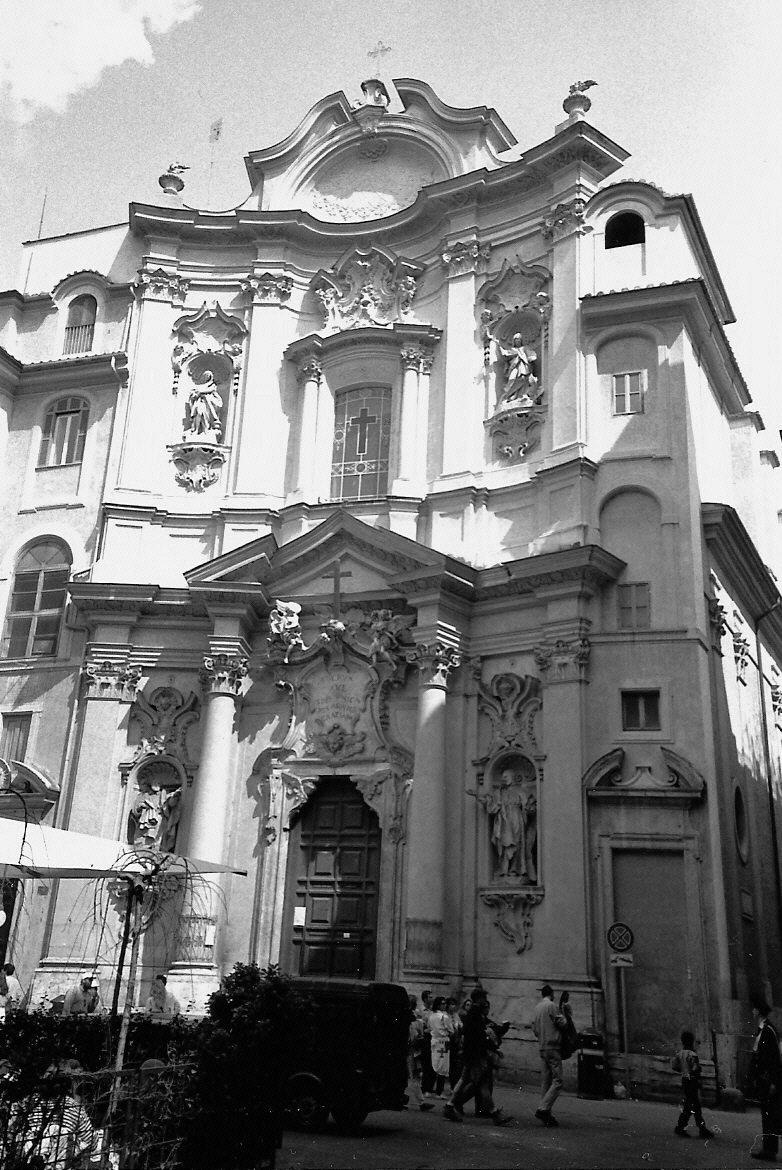
La Chiesa della Maddalena a Roma conserva il corpo del santo

Questa volta, in veste di servitore, rimase nell'ospedale di San Giacomo degli Incurabili ininterrottamente per ben quattro anni, dal 23 ottobre del 1575 al 20 giugno del 1579, e infine ancora una terza volta come economo e Maestro di Casa, dall'ottobre 1579 al 1º settembre 1584, per un totale di nove anni. Al san Giacomo maturò definitivamente la sua vocazione all'assistenza dei malati e, insieme con i primi cinque compagni che, seguendo il suo esempio, si erano consacrati alla cura degli infermi, decise di dare vita, nell'agosto del 1582 alla "Compagnia dei Ministri degli Infermi", i cui primi statuti vennero approvati da papa Sisto V il 18 marzo 1586. La grande disciplina con cui Camillo redigeva la contabilità dell'ospedale creò la fiducia necessaria per attrarre generose donazioni, in particolare tra i guardiani-prelati del San Giacomo, tra cui si distinse la figura eminente del cardinal Salviati, che ne ricostruì e ampliò la struttura. In seguito, Camillo si trasferì infine nel convento annesso alla Chiesa della Maddalena per prestare servizio principalmente presso l'ospedale di Santo Spirito in Sassia, struttura più vasta del San Giacomo (che comunque non abbandonerà mai), e in cui rimarrà fino alla morte.
Intanto, sotto la guida spirituale di Filippo Neri, riprese gli studi e, il 26 maggio 1583, fu ordinato sacerdote.
La sua "Compagnia" si distinse subito e, il 21 settembre 1591, nella bolla "Illius qui pro gregis", fu riconosciuta come Ordine religioso (Ordine dei Chierici Regolari Ministri degli Infermi) da papa Gregorio XIV, rimasto impressionato dall'eroismo con cui Camillo e i suoi compagni avevano assistito i malati durante la carestia del 1590 a Roma. L'8 dicembre 1591 Camillo e i suoi primi compagni emisero la Professione religiosa di voti solenni, con un quarto voto di assistenza dei malati anche con pericolo della vita. Era nato un nuovo Ordine religioso.
L'Ordine si espanse rapidamente in molte città italiane, nelle quali Camillo fondò nuove comunità, tutte al servizio dei grandi nosocomi cittadini. Le prime comunità sorsero a Napoli, Milano, Genova, Palermo, Bologna, Mantova.
Gravemente malato, nel 1607 lasciò la direzione dell'Ordine, ma continuò ad assistere i malati fino alla morte, avvenuta il 14 luglio 1614 nel "cubiculum" del convento della Maddalena, che era diventato sede del suo Ordine e dove fu tumulato. 
La reliquia del suo cuore fu inizialmente traslata a Bucchianico ma si trova tutt'oggi a Roma nel "cubiculum" che attualmente è adibito a cappella interna del convento della Maddalena. 
Dal 1571 al 1614, per quasi 44 anni visse ed esercitò il suo ministero di servizio ai malati nella città di Roma per cui è da considerarsi un santo di adozione romano. Una grande statua del Santo si trova nella navata centrale della basilica di San Pietro in Vaticano.

## Le "Regole per ben servire gli infermi"
Le "Regole", concepite nel 1582 e redatte in varie edizioni, sono alla base della figura del "servo degli infermi", i religiosi-infermieri che Camillo introdusse negli ospedali con la sua Compagnia. Camillo, preoccupato che "le cure, i maneggi delle cose temporali impediscono lo spirito e carità verso il prossimo" (regola 26), problema diffuso e tristemente noto nell'amministrazione degli ospedali dell'epoca, dispose che (regola 44) "nessuno esorti alcuno infermo a lasciare alcuna cosa alla nostra Compagnia", e ad agire in prima persona per il bene degli ospedali, anziché solo imporre riforme ad altri (regola 34). Oltre alla pratica della carità e cura verso gli infermi, Camillo promuove nei servi "una adeguata coltura e preparazione scientifico-esperimentale".

## Culto
Fu beatificato il 7 aprile 1742 da Benedetto XIV, che lo canonizzò il 29 giugno 1746.
Nel 1886 papa Leone XIII lo dichiarò, insieme con san Giovanni di Dio, "Patrono degli ospedali e dei malati"; Pio XI, il 28 agosto 1930, lo proclamò, sempre insieme col fondatore dell'Ordine Ospedaliero di San Giovanni di Dio, "Patrono degli infermieri"; Paolo VI, infine, nel 1964, lo proclamò Patrono della Regione Abruzzo e, nel 1974 "Protettore particolare della sanità militare italiana".
La sua memoria viene celebrata il 14 luglio (o il 18 nella messa tridentina), come solennità nelle chiese dell'Ordine e come memoria nelle altre chiese.

Il corpo del Santo è venerato nella Chiesa di Santa Maria Maddalena a Roma mentre la reliquia insigne del suo cuore è custodita nella stanza dove il Santo morì, ora adibita a cappella interna della Casa Generalizia dell'Ordine nella sede dell'antico convento della Maddalena.
Altre reliquie sono conservate nel santuario a lui dedicato a Bucchianico, paese natio, eretto nel XVII secolo presso il palazzo della famiglia, dotato di cripta col cuore in esposizione, e museo a lui dedicato presso il palazzo, nonché cappella eretta proprio nella stanza dove Camillo de Lellis nacque. 
Il 16 giugno 2012, per la prima volta dopo quattro secoli, le spoglie mortali di san Camillo hanno fatto il loro ritorno a Bucchianico, per rimanervi fino al 27 luglio.
Il 14 luglio 2014, ad esattamente 400 anni dalla sua morte, l'Istituto Poligrafico e Zecca dello Stato ha stampato 2 700 000 francobolli in sua rappresentanza.

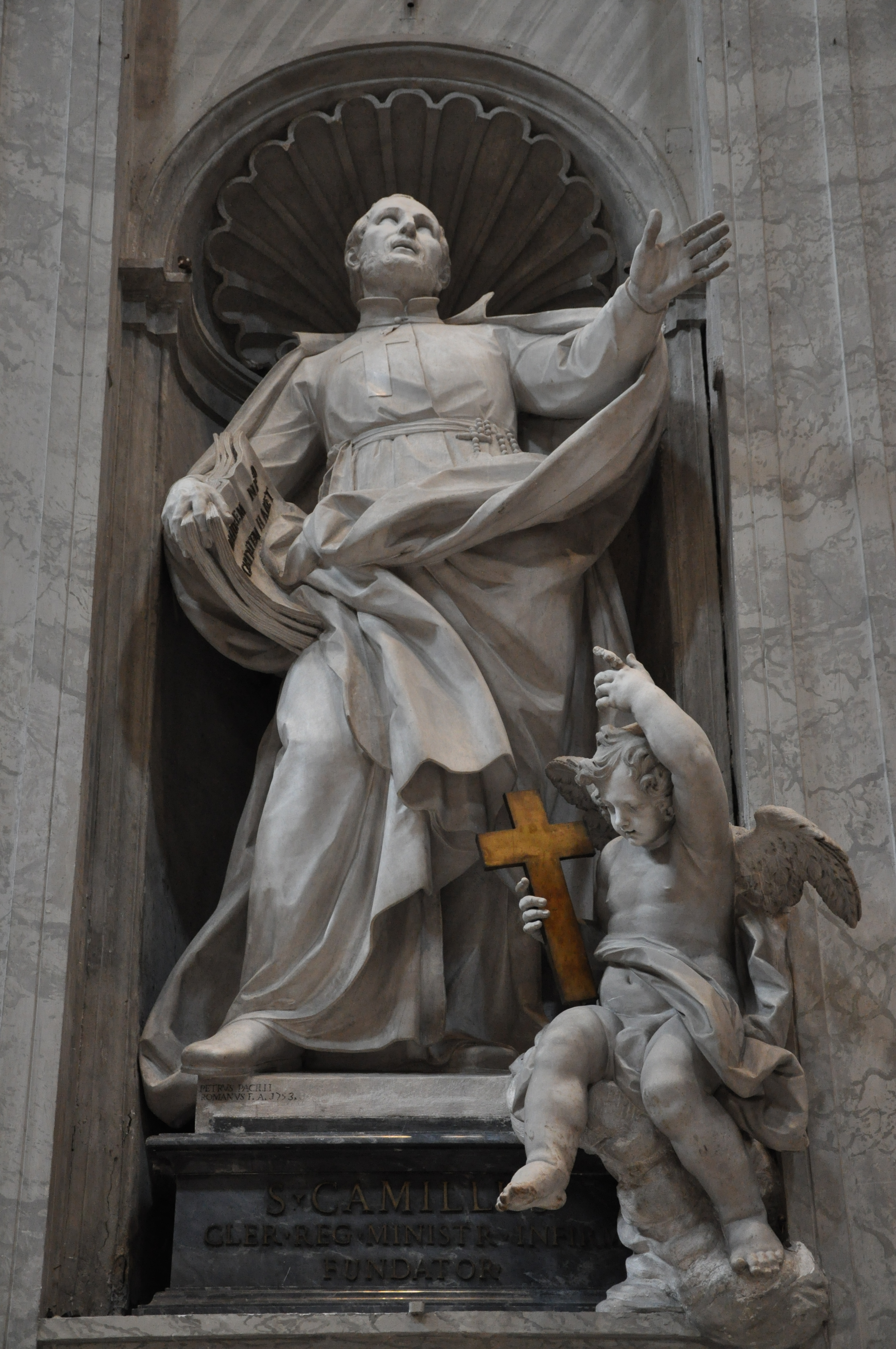
Statua di San Camillo nella basilica di San Pietro, opera di Pietro Pacilli

## Scritti di san Camillo de Lellis
- Divoti esercizi in onore del glorioso patriarca s. Giuseppe, scritti di s. Camillo De Lellis e di m. ss. Miracolosa di Spoleto, Torino, Giacinto Marietti, 1863;
- Scritti di san Camillo de Lellis, raccolti e presentati da Mario Vanti, Milano-Roma, Il pio samaritano, 1965;
- Servire con ogni perfezione gli infermi, a cura di Domenico Casera, Cinisello Balsamo, Edizioni paoline, 1987;
- La riforma ospedaliera, regole e documenti, a cura di Domenico Casera, Cinisello Balsamo, Edizioni paoline, 1991;
- Scritti di s. Camillo (1584-1614), trascrizione in lingua italiana corrente a cura di Germana Sommaruga, Torino, Camilliane, 1991;